# Thomas W. Olsen
Thomas Wrichsberg Olsen (født 8. august 1977) er en dansk pelsdyravler og politiker, der fra 2010 til 2013 var borgmester i Læsø Kommune, valgt for Læsølisten.
Olsen blev indvalgt i kommunalbestyrelsen for første gang ved kommunalvalget 2009 og blev borgmester med støtte fra Socialdemokraterne.